# Bimbisâra

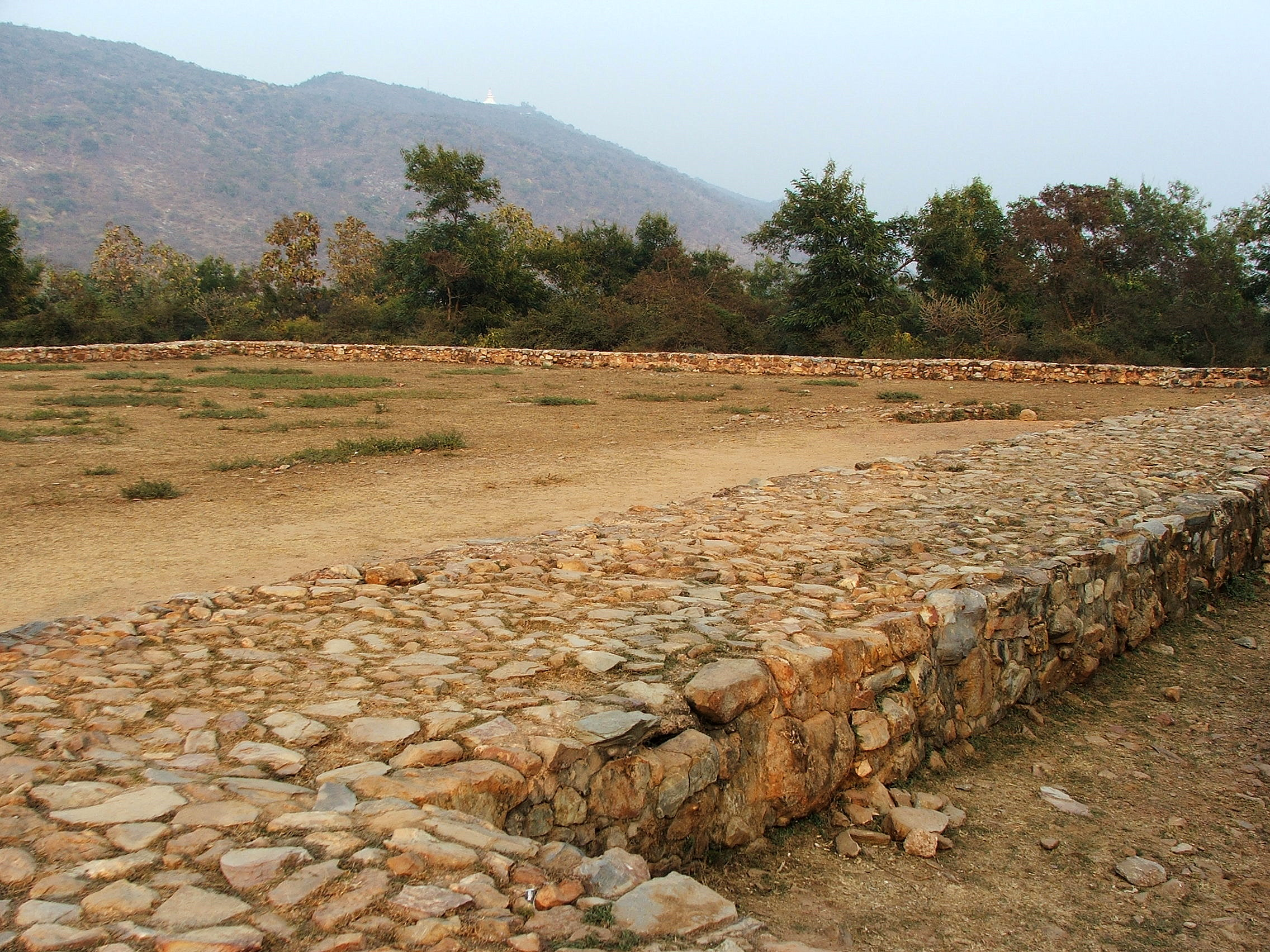
Restes du bâtiment de Rajgir où Bimbisara aurait été emprisonné par son fils Ajatasatru

Bimbisâra (sanskrit: बिम्भिसार) est, selon les chroniques sri-lankaises Dipavamsa et Mahavamsa, le premier roi connu de la dynastie indienne Hariyanka du Magadha (qui deviendra la dynastie Shaishunâga après ce roi éponyme), capitale Rajagriha. 
Selon les traditions religieuses, il serait contemporain de Mahavira et du Bouddha qui lui aurait survécu huit ans, c'est-à-dire qu’il aurait vécu au VIe siècle ou au Ve siècle av. J.-C., selon les estimations ; certains ont proposé -558--491 comme dates de son existence, son règne débutant vers -543,. Pourtant, nous n'avons aucune preuve certaine de sa souveraineté au temps du Bouddha Shakyamuni, bien qu’il semble averé que son fils Ajatashatru le connaissait personnellement.
Il est souvent mentionné dans les sources bouddhiques comme Seniya Bimbisâra, Seniya étant expliqué comme son gotta ou comme signifiant "maître d'une nombreuse suite". Bimbisara signifierait "couleur d'or" ou viendrait du nom de sa mère Bimbi. Il est mentionné dans les textes jaïns sous le nom de Shrenika. Bouddhistes et jaïns prétendent chacun qu’il suivait leur mouvement.

## Règne
On ne connaît que peu de choses à propos de Bimbisâra, et le règne de son père, que le Dipavamsa nomme Bhati ou Bhattiya, en faisant un ami de Shuddhodana, n’a pas laissé de traces. Cependant, il paraît étrange qu'il ait été le premier roi de la dynastie, car il serait arrivé au trône à 15 ans : il y a donc peu de chance qu'il ait accaparé le pouvoir. Dans la tradition tibétaine, il est fils du roi Mahapadma et de la reine Bimbi. 
Evitant les conquêtes, il voulait surtout consolider son royaume. Il annexa malgré tout l'Anga, capitale Champa, dont il confia la vice-royauté à Ajatashatru. Il modernisa le Magadha, réorganisant l’armée et les impôts et instaurant une administration centrale divisée en trois secteurs (intérieur, justice et défense) ; il choisit comme capitale Rajagriha (pali: Rajagaha), actuelle Rajgir,. Il fit ainsi de son pays un adversaire redoutable pour le royaume voisin du Kosala.
Il contracta de multiples alliances matrimoniales grâce auxquelles il stabilisa pour un temps les relations de son royaume avec les régions voisines et étendit son territoire. Sa première épouse, Kosala-devī, était la fille du roi Mahā Kosala de Kosala et la sœur du roi Pasenadi, suzerain et destructeur des Shakya. Il obtint par ce mariage le bourg de Kashi promis à une grande expansion. Sa deuxième épouse, Chellana, était une princesse Licchhavi de Vaisali et la troisième la fille du chef du clan Madra du Penjab. Deux autres épouses, Khema et Padumavati, devinrent nonnes bouddhistes.
La tradition bouddhique relate au moins deux visites du Bouddha au roi, avant et après son illumination, dans la première partie de son règne, et prétend qu’il était devenu adepte du bouddhisme et sotapanna. Le Dipavamsa prétend même que les deux hommes avaient joué ensemble enfants car leurs pères étaient amis. Cependant, les dates de la vie du Bouddha faisant toujours l’objet de débats, il se pourrait qu'il n'y ait eu aucun contact entre les deux hommes, selon de récentes études qui tentent à montrer qu'ils auraient vécu à des époques différentes. Pour les jaïns, Mahavira aurait été contemporain d’Ajatashatru et de son père qu’ils nomment Shrenika. 

## Décès
Bimbisâra aurait été emprisonné par son fils Ajatashatru en 491 av. J.-C., puis serait mort de faim ou empoisonné en 490 av. J.-C. Ce fait, rapporté à la fois par les jaïns et les bouddhistes, est considéré par les historiens comme très vraisemblable. Cependant, les versions des deux courants diffèrent dans les détails, probablement pour des raisons de propagande. Selon les bouddhistes, le fils indigne aurait été poussé par Devadatta, concurrent du Bouddha, dont il aurait soutenu le courant aux dépens de celui de Shakyamuni. Il aurait en fait été prédit à sa naissance qu’il tuerait son père, mais Bimbisâra n’aurait pu se résoudre à se débarrasser de lui. Après sa mort, Ajatashatru se serait repenti et serait revenu vers le Bouddha, mais n’aurait jamais pu devenir arhat à cause de son crime. Pour les historiens, le nouveau roi aurait effacé les parties "gênantes" du règne de son père, et même peut-être le fait que ce dernier avait connu le Bouddha. Selon les jains qui considèrent Ajatashatru comme leur mentor, il aurait regretté son geste et serait venu délivrer son père, mais ce dernier, se méprenant sur ses intentions, se serait suicidé en absorbant du poison. Ajatashatru sera roi du Magadha de 491 à 461.

## Dans la culture populaire
Dans son manga très complet sur la vie de Bouddha, Osamu Tezuka présente Bimbisâra comme un chef charismatique et jeune, puis comme un être soucieux vers la fin de sa vie. Tezuka montre d'ailleurs que Bouddha et Bimbisâra se seraient rencontrés, et suit la tradition dans le sens de l'emprisonnement.